# Екатерина Димитрушева
Екатерина Кирилова Димитрушева  е българска юристка и политик, народен представител в XLVII народно събрание от Продължаваме промяната.

## Биография
Родена е на 13 ноември 1990 година в Гоце Делчев (Неврокоп). Има степен магистър по европейско право от Колежа на Европа в Брюге и магистър по право от Университета за национално и световно стопанство в София.
На парламентарните избори в България през ноември 2021 година е избрана за депутат с листата на Продължаваме промяната в 1 МИР Благоевград.